# Шапино (Тверская область)
Ша́пино — деревня в Зубцовском районе Тверской области.
Входит в состав Вазузского сельского поселения.
Расположена в 25 километрах к югу от районного центра Зубцов, в 5 км от деревни Карамзино. В 2 км к западу — Вазузское водохранилище, к югу — граница со Смоленской областью.
Население по переписи 2002 года — 31 человек, 14 мужчин, 17 женщин.
В 1997 году — 24 хозяйств, 47 жителей.
Во второй половине XIX — начале XX века деревня относилась к Игнатовской волости Зубцовского уезда Тверской губернии. В 1888 году 17 дворов, 103 жителя (18 семей).
Вокруг много исчезнувших деревень: Васютники, Коптелово, Мордино, Никольское, Огарково, Плоское, Пустошка, Пятницкое, Сельцово.